# Орлов, Василий Иванович (статистик)
Василий Иванович Орлов (27 марта (8 апреля) 1848 — 22 сентября (4 октября) 1885) — российский статистик и выдающийся земский деятель.

## Биография
Родился 27 марта (8 апреля) 1848 года в селе Егорьевское, Лихвинского уезда Калужской губернии в семье священника. Учился в местном духовном училище, калужской духовной семинарии.
Поступил на юридический факультет Московского университета, по окончании которого был оставлен при университете для подготовления к профессорскому званию. Также преподавал статистику в московском Александровском военном училище.
В 1875 году московская губернская земская управа пригласила Орлова в статистическую службу земства. Приняв это приглашение, Орлов оставил мысль о профессуре; вся дальнейшая деятельность его была посвящена земству.
Он избрал метод местного подворного описания, который хотя и практиковался до него некоторыми статистиками, но не применялся к сплошному исследованию целой местности. Первым из уездов Московской губернии Орловым был исследован Московский уезд, причём все крестьянские дворы были описаны на основании непосредственного опроса самих крестьян-домохозяев. Опыт оказался настолько удачным, дал такой богатый материал для уяснения экономического положения крестьян, что на составленный в 1876 году Орловым первый том «Сборника статистических сведений по Московской губернии» было обращено всеобщее внимание. Тома II и III, заключающие в себе описание всей Московской губернии, вышли под редакцией отчасти самого Орлова, отчасти его сотрудников, H. А. Каблукова, К. А. Вернера и И. П. Боголепова.
По окончании общего описания губернии, Орлов начал разрабатывать отдельные экономические вопросы. В 1879 году вышло в свет его исследование «Формы крестьянского землевладения в Московской губернии» (т. IV, вып. 1) — свод наблюдений над 5500 селениями Московской губернии, произведенных отчасти самим Орловым, отчасти его сотрудниками, под его наблюдением, по однообразному плану.
В 1880—1883 годах изданы VI и VII томы «Сборника», в которых Орловым, совместно с некоторыми сотрудниками, было окончено исследование промыслов крестьян Московской губернии, начатое в 1875 г. А. А. Исаевым. Том VIII содержит в себе весьма подробное исследование земского страхового дела, а том IX — положения школьного дела в Московской губернии; оба эти тома почти всецело принадлежат Орлову.
В 1884—1885 годах Орлов предпринял в московском земстве текущую статистику, мысль о необходимости и возможности которой он высказал ещё в 1881 году «Статистический Ежегодник» (текущая статистика) за 1884 год составлен Орловм; им же подготовлен был к печати и «Ежегодник» за 1885 год, вышедший после его смерти.
Орлову главным образом обязано земство регулированием раскладки земских сборов; с этой целью, по мысли Орлова и под его руководством, были произведены оценки недвижимого имущества в городах и посадах (1881—84 годы), а также техническое описание и оценка всех фабрик и заводов Московской губернии.
Орлов принимал деятельное участие в работах по понижению выкупных платежей в Московской губернии (1881) и в установлении нормальных цен для покупок земли при содействии крестьянского банка (1882). Еще раньше, в 1879 году, Орлов внёс в московское губернское земское собрание подтвержденный статистическими данными доклад о содействии крестьянам к приобретению земли, имевший последствием открытие московским земством кредита на этот предмет.
Много работал Орлов над вопросом о развитии в Московской губернии ссудо-сберегательных товариществ. По его инициативе и под его руководством организован был кустарный отдел на московской всероссийской выставке 1882 года, имевший большое практическое значение: для многих кустарей открылись новые рынки сбыта; для облегчения сношений покупателей с кустарями в Москве, при содействии Орлова, организовался кустарный музей.
В качестве члена училищного совета, Орлов ежегодно объезжал школы, производил экзамены, принимал участие в съездах земских учителей и учительниц. Вместе с С. В. Лепешкиным, он содействовал учреждению первого студенческого общежития при Московском университете, которым заведывал первые два года после его открытия.
Образцовые труды Орлова по исследованию Московской губернии обратили на себя внимание земств различных губерний: к Орлову стали обращаться за советами, с просьбами о содействии и о рекомендации опытных статистиков. Самим Орловым начаты были работы в губерниях Тамбовской (Борисоглебский уезд, 1880), Курской (Курский уезд, 1881), Воронежской (Воронежский уезд, 1884), Орловской, Самарской. При его же участии организована статистика губернскими земствами смоленским, саратовским, рязанским, полтавским, таврическим, екатеринославским и пермским. Многие земства присылали Орлову свои труды для просмотра и с просьбой издать их в Москве под его наблюдением.
В 1882 году при московском юридическом обществе, по мысли М. А. Саблина и при деятельном участии Орлова, было учреждено статистическое отделение, членами которого сделались многие земские статистики. Орлов предполагал созвать при отделении съезд земских статистиков, но мысль эта отчасти осуществилась уже после его смерти, в январе 1887 года.
О постановке земско-статистических исследований и их методах Орлов написал ряд статей в «Земстве» (1881), «Земском обзоре» (1884), «Русских ведомостях» (1877—78) и «Юридическом вестнике» (за разные годы).
Умер 22 сентября (4 октября) 1885, от инсульта на заседании съезда земских врачей Московской губернии. Похоронен на Ваганьковском кладбище (14 уч.).